# Nicolas Bernardé
 (octobre 2017).
Si vous disposez d'ouvrages ou d'articles de référence ou si vous connaissez des sites web de qualité traitant du thème abordé ici, merci de compléter l'article en donnant les références utiles à sa vérifiabilité et en les liant à la section « Notes et références ».
Nicolas Bernardé, né le 29 novembre 1966, est un pâtissier-confiseur et chocolatier français.
Il a été élu Meilleur ouvrier de France pâtissier et meilleur chef du monde selon le World Gourmet Summit.
En 2011, il ouvre à La Garenne-Colombes sa « Boutique de Gourmandises » dédiée aux gâteaux de voyages, ainsi qu'une école de pâtisserie.

## Biographie
Entré à l’école Grégoire Ferrandi à 15 ans, il fait son apprentissage chez Dalloyau de 1982 à 1986.  
Après avoir terminé son service militaire, Nicolas Bernardé s'installe en 1987 à Libreville. De retour en France, il devient en 1988 responsable de la création des desserts à l’Hostellerie du Prieuré. En 1989, il travaille pour La Boîte à Sorbets et fabrique des produits à la Pâtisserie Rajalu. En 1990, Bernardé exerce pour Jusseaume Traiteur et il y reste jusqu'en 1999. Puis il devient pendant trois ans chef pâtissier au Ministère des Affaires étrangères.
Il obtient en 2004 le diplôme du meilleur ouvrier de France à l’école Le Cordon Bleu.
En 2005, le World Gourmet Summit organisé par la World Association of Chefs' Societies (en)[source insuffisante] l'élit meilleur chef du monde. Nicolas Bernardé est aussi membre du club des sucrés et membre de l’Académie culinaire de France[réf. nécessaire] .
En 2005, Bernardé est membre du jury de la coupe du monde de Las Vegas, puis en 2008 membre du jury de technique World Chocolate Master[source insuffisante] et, en 2009, membre du jury du Mondial des Arts Sucrés. Il est enseignant à l'école internationale Le Cordon Bleu de 2001 à 2011 et il participe à l'émission Comment ça va bien, sur France2, avec Stéphane Bern. Plus tard[Quand ?], il fonde à La Garenne-Colombes une école de pâtisserie.
En 2011, Nicolas Bernardé fonde la « Boutique de gourmandises » à La Garenne-Colombes. Le lieu participe à un évènement local : la « Nuit Blanche des Livres » depuis 2014.
Nicolas Bernardé a effectué divers voyages professionnels, en particulier au Japon, au Brésil, à Taïwan. En 2016, il signe un recueil de recettes exotique dans un livre intitulé Invitation d’un pâtissier voyageur aux Éditions La Martinière.

## Publications
- Fou de Pâtisserie #17 (mai/juin 2016)
- Fou de Pâtisserie #21 (janvier/février 2017)
- Fou de Pâtisserie #33 (janvier/février 2019)

### Livres de recettes
- 2011 : Brioches, Nicolas Bernardé - Éditions Marabout[7]
- 2014 : Yummy, Collectif - Editions (fplusb)2
- 2016 : Invitation d'un pâtissier voyageur, Nicolas Bernardé - Éditions La Martinière[8]